# Hutory
Hutory – dawna wieś. Tereny na których leżała znajdują się obecnie na Białorusi, w obwodzie witebskim, w rejonie postawskim, w sielsowiecie Juńki.

## Historia
W czasach zaborów w granicach Imperium Rosyjskiego.
W dwudziestoleciu międzywojennym wieś leżała w Polsce, w województwie wileńskim, w powiecie duniłowickim (od 1926 postawskim), w gminie Mańkowicze (od 1927 gmina Hruzdowo) a następnie w gminie Postawy.
Według Powszechnego Spisu Ludności z 1921 roku zamieszkiwało tu 66 osób, wszystkie były wyznania prawosławnego i zadeklarowały białoruską przynależność narodową. Było tu 11 budynków mieszkalnych. W 1931 w 14 domach zamieszkiwało 50 osób.
Miejscowość należała do parafii rzymskokatolickiej i prawosławnej w Postawach. Podlegała pod Sąd Grodzki w Postawach i Okręgowy w Wilnie; właściwy urząd pocztowy mieścił się w Postawach.
W 1938 roku miejscowość należała do gromady Łohowińce gminy Postawy.